# 吉本一謙

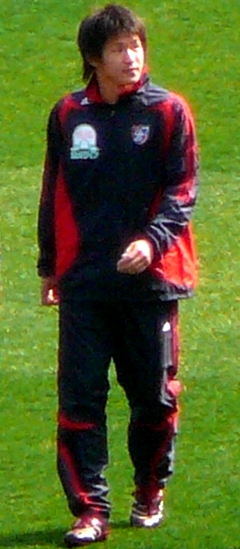
吉本一謙

吉本 一謙（よしもと かずのり、1988年4月24日 - ）は、東京都小平市出身の元サッカー選手。現役時代のポジションはディフェンダー（センターバック（CB））。小平市教育委員会委員。

## 来歴

### プロ入り前
FC東京のクラブハウスと練習場のある小平市出身。幼稚園年中の時にサッカーを始めた。
セレクションを経て、2001年からFC東京の下部組織に加入。U-15では常にチームを鼓舞する強いキャプテンシーを発揮し、2002年のナイキプレミアカップジャパンや、2003年のクラブユース選手権で優勝を経験。U-18所属時の2005年、2006年には第二種登録選手としてJリーグに登録され、トップチームに帯同した。同期は森村昂太、権田修一、中野遼太郎、稲葉基輝など。

### FC東京
2007年から森村、権田とともにFC東京トップチームに昇格。キャンプでのアピールに成功し、開幕戦の広島戦で先発でプロデビューを果たした。しかし、相手FW佐藤寿人、ウェズレイに翻弄されて失点を重ね、前半中に途中交代。苦難のデビュー戦となり、ルーキーイヤーはこの開幕戦を最後にリーグでの出場はなかった。
課題の克服に務め、2008年序盤に再び出場機会を掴む。J1第3節の京都戦で初得点を記録したが、この年移籍加入したCB佐原秀樹がレギュラーに定着するとの並行して控えに追いやられた。

### FC岐阜
2009年8月よりJ2・FC岐阜へ期限付き移籍。得意の高さを活かしたヘディングでの競り合いで評価を得ると、守備の要としてレギュラーに定着。同年の天皇杯4回戦の対千葉戦では完封勝利するとともに決勝点を決め、岐阜にとって初となるベスト8進出に貢献した。移籍期間を延長した2010年には下半期のチームMVPに選出されるなど活躍していたが、移籍期間満了により退団。
2011年はFC東京へ復帰。岐阜在籍中に負傷した右膝のリハビリが長引いたことからレギュラー争いに乗り遅れ、出場機会を得られなかった。

### 水戸ホーリーホック
2012年8月、J2・水戸ホーリーホックへ期限付き移籍。退団したCB塩谷司に代わって、同月19日の第29節大分戦で早速先発出場。ロスタイムに決勝点を決める活躍でチームに貢献し、堅実性やリーダーシップも高く評価された。しかし、続く第30節横浜FC戦で左膝前十字靱帯を損傷し離脱。後日、全治8か月と診断され、同シーズン終了をもって水戸を退団。

### FC東京復帰
2013年より再びFC東京へ復帰。シーズン終盤にかけて全体練習へ合流。練習試合で奮闘し復調を印象付けた。オフには戦力外通告を覚悟していたが、復帰後のパフォーマンスが良好だったことから本人曰く「予想外」の契約更新を掴む。
引退を覚悟して臨んだ2014年は始動時から好調を維持し、J1第1節柏戦でベンチ入り。同年3月のナビスコカップ神戸戦で5年8ヶ月ぶりにFC東京での先発出場を果たすと、マテウス及び加賀健一の負傷を受けてJ1第5節清水戦でも先発。続く第6節鳥栖戦では空中戦で長身FW豊田陽平を封じ 味方への守備の指示も冴えて、大胆な起用に応える働きを見せた。その後も急場でダイナミックに身体を投げ出す守備が光り、シュートブロック数でリーグ3位を記録した。
2015年後半からはCBの3番手として控えに入る試合が多くなり、2016年は同年発足のU-23チームでまとめ役を務めながら試合勘を維持し、臨戦を続けた。2017年、高橋秀人の退団に伴い背番号を自身念願の「4」に変更。U-18在籍時以来、11年ぶりの着用となった。

### アビスパ福岡
2018年6月22日、アビスパ福岡に期限付き移籍で加入。

### 清水エスパルス
2019年7月29日、福岡との契約を解除し、FC東京から清水エスパルスに完全移籍で加入することが発表された。8月3日、第21節の横浜F・マリノス戦で移籍後いきなり先発を果たした。。2020年12月9日、2020年シーズン終了をもって現役引退することを発表した。

### 引退後
2021年1月25日、FC東京新体制発表会にてFC東京スカウティングマネジメント部のスカウト担当に就任したことが発表された。

## エピソード
- 2016年3月24日、岐阜在籍時に知り合った保育士と結婚[49]。
- 2016年6月、小平市観光まちづくり大使に委嘱された[50]。
- 2023年10月1日。小平市教育委員会委員に任命された[6]。

## 所属クラブ
ユース経歴
- 1998年 - 2000年 JACPA東京FC (小平市立学園東小学校)[1]
- 2001年 - 2003年 FC東京U-15 (小平市立小平第一中学校)[1]
- 2004年 - 2006年 FC東京U-18 (東海大学付属望星高等学校)[3]

プロ経歴
- 2007年 - 2019年7月  FC東京
  - 2009年8月 - 2010年  FC岐阜 (期限付き移籍)
  - 2012年8月 - 同年12月  水戸ホーリーホック (期限付き移籍)
  - 2018年6月 - 2019年7月  アビスパ福岡（期限付き移籍）
- 2019年7月 - 2020年12月  清水エスパルス

## 個人成績
| 国内大会個人成績 | 国内大会個人成績 | 国内大会個人成績 | 国内大会個人成績 | 国内大会個人成績 | 国内大会個人成績 | 国内大会個人成績 | 国内大会個人成績 | 国内大会個人成績 | 国内大会個人成績 | 国内大会個人成績 | 国内大会個人成績 |
| 年度             | クラブ           | 背番号           | リーグ           | リーグ戦         | リーグ戦         | リーグ杯         | リーグ杯         | オープン杯       | オープン杯       | 期間通算         | 期間通算         |
| 年度             | クラブ           | 背番号           | リーグ           | 出場             | 得点             | 出場             | 得点             | 出場             | 得点             | 出場             | 得点             |
| 日本             | 日本             | 日本             | 日本             | リーグ戦         | リーグ戦         | リーグ杯         | リーグ杯         | 天皇杯           | 天皇杯           | 期間通算         | 期間通算         |
| ---------------- | ---------------- | ---------------- | ---------------- | ---------------- | ---------------- | ---------------- | ---------------- | ---------------- | ---------------- | ---------------- | ---------------- |
| 2007             | FC東京           | 29               | J1               | 1                | 0                | 1                | 0                | 0                | 0                | 2                | 0                |
| 2008             | FC東京           | 29               | J1               | 2                | 1                | 2                | 0                | 0                | 0                | 4                | 1                |
| 2009             | FC東京           | 29               | J1               | 0                | 0                | 0                | 0                | -                | -                | 0                | 0                |
| 2009             | 岐阜             | 30               | J2               | 11               | 2                | -                | -                | 4                | 2                | 15               | 4                |
| 2010             | 岐阜             | 3                | J2               | 33               | 0                | -                | -                | 1                | 1                | 34               | 1                |
| 2011             | FC東京           | 29               | J2               | 0                | 0                | -                | -                | 0                | 0                | 0                | 0                |
| 2012             | FC東京           | 29               | J1               | 0                | 0                | 0                | 0                | -                | -                | 0                | 0                |
| 2012             | 水戸             | 33               | J2               | 2                | 1                | -                | -                | 0                | 0                | 2                | 1                |
| 2013             | FC東京           | 29               | J1               | 0                | 0                | 0                | 0                | 0                | 0                | 0                | 0                |
| 2014             | FC東京           | 29               | J1               | 25               | 0                | 5                | 0                | 3                | 0                | 33               | 0                |
| 2015             | FC東京           | 29               | J1               | 19               | 0                | 3                | 0                | 1                | 0                | 23               | 0                |
| 2016             | FC東京           | 29               | J1               | 7                | 0                | 4                | 0                | 1                | 0                | 12               | 0                |
| 2017             | FC東京           | 4                | J1               | 11               | 0                | 7                | 1                | 1                | 0                | 19               | 1                |
| 2018             | FC東京           | 4                | J1               | 0                | 0                | 5                | 0                | 0                | 0                | 5                | 0                |
| 2018             | 福岡             | 29               | J2               | 11               | 1                | -                | -                | 0                | 0                | 11               | 1                |
| 2019             | 福岡             | 29               | J2               | 7                | 0                | -                | -                | 0                | 0                | 7                | 0                |
| 2019             | 清水             | 4                | J1               | 5                | 0                | -                | -                | 0                | 0                | 5                | 0                |
| 2020             | 清水             | 4                | J1               | 2                | 0                | 0                | 0                | -                | -                | 2                | 0                |
| 通算             | 日本             | 日本             | J1               | 72               | 1                | 29               | 1                | 6                | 0                | 107              | 2                |
| 通算             | 日本             | 日本             | J2               | 64               | 4                | -                | -                | 5                | 3                | 69               | 7                |
| 総通算           | 総通算           | 総通算           | 総通算           | 136              | 5                | 29               | 1                | 11               | 3                | 165              | 9                |

| 2016   | F東23  | 29     | J3     | 10 | 0 | 10 | 0 |
| 2017   | F東23  | 29     | J3     | 4  | 0 | 4  | 0 |
| 2018   | F東23  | 29     | J3     | 3  | 0 | 3  | 0 |
| 通算   | 日本   | 日本   | J3     | 17 | 0 | 17 | 0 |
| 総通算 | 総通算 | 総通算 | 総通算 | 17 | 0 | 17 | 0 |

| 国際大会個人成績 | 国際大会個人成績 | 国際大会個人成績 | 国際大会個人成績 | 国際大会個人成績 |
| 年度             | クラブ           | 背番号           | 出場             | 得点             |
| AFC              | AFC              | AFC              | ACL              | ACL              |
| ---------------- | ---------------- | ---------------- | ---------------- | ---------------- |
| 2012             | FC東京           | 29               | 0                | 0                |
| 2016             | FC東京           | 29               | 3                | 0                |
| 通算             | AFC              | AFC              | 3                | 0                |

出場歴
- 2007年3月03日：Jリーグ初出場 - J1第1節 vsサンフレッチェ広島F.C (味の素スタジアム)
- 2008年3月30日：Jリーグ初得点 - J1第3節 vs京都サンガF.C. (味の素スタジアム)

## タイトル

### クラブ
FC東京U-15
- ナイキプレミアカップジャパン (2002年)[9]
- クラブユース選手権U-15 (2003年[9])

FC東京
- Jリーグ ディビジョン2 (2011年)
- 天皇杯全日本サッカー選手権大会 (2011年)

### 代表
U-16日本代表
- モンテギュー国際大会 (2004年)
- 北海道国際ユースサッカー大会 (2004年)

### 個人
- パリ国際大会 ベストイレブン (2002年)
- クラブユース選手権U-15 優秀選手 (2002年[9]、2003年[9])
- 高円宮杯全日本ユース(U-15)サッカー選手権大会 優秀選手 (2003年[9])
- キリン下半期MVP (2010年[24])

## 代表歴
- 2003年 U-15日本代表
- 2004年 U-16日本代表
- 2006年 U-19日本代表
- 2007年 U-20日本代表候補

## 関連情報

### 出演
- 戀する落語会 パートV「三語は5回“笑ぶ”する」[51]